# Curro Vargas (drama lírico)
Curro Vargas es un drama lírico en tres actos con música de Ruperto Chapí y libreto de Joaquín Dicenta y Manuel Paso y Cano, basado en la novela El niño de la bola de Pedro Antonio de Alarcón. Se estrenó el 10 de diciembre de 1898 en el Teatro Circo Parish de Madrid. 
Esta obra tiene una difícil clasificación entre zarzuela y ópera. Aunque posee partes habladas, los números musicales son mucho más abundantes, y el libreto contiene escasos momentos cómicos típicos de la zarzuela. Lo mismo sucede que los números musicales, las romanzas o los concertantes, más integrados en el canon operístico que en el zarzuelero.   
La obra narra la historia de Curro, un joven que regresa a su localidad natal (Alpujarras) tras haberse marchado para hacer fortuna, deseando volver para casarse con su amada Soledad. Sin embargo, al regresar descubre que Soledad está casada con otro hombre, Mariano. Sin embargo, ella sigue enamorada de Curro. A causa de los celos, Curro termina con la vida de Soledad y Mariano.

## Personajes
| Personaje                                        | Tesitura     | Reparto del estreno, 10 de diciembre de 1898 |
| ------------------------------------------------ | ------------ | -------------------------------------------- |
| Soledad, amada de Curro, que se casa con Mariano | soprano      | Carmen Calabuig Ortega                       |
| Doña Angustias, madre de Soledad                 | mezzosoprano | Pilar Bárcenas                               |
| Curro Vargas, amante de Soledad                  | tenor        | Lorenzo Simonetti                            |
| Mariano, casado con Soledad                      | barítono     | Sr. Bueso                                    |
| Padre Antonio, protector de Curro                | bajo         | Miguel Soler                                 |
| Timoteo                                          | tenor cómico | José Gamero                                  |